# Vadzim Dzemidovich
Vadzim Uladzimiravich Dzemidovich (tiếng Belarus: Вадзім Уладзіміравіч Дземідовіч; tiếng Nga: Вадим Демидович (Vadim Demidovich); sinh 20 tháng 9 năm 1985) là một cầu thủ bóng đá Belarus. Gần đây anh đá cho Minsk.
Anh trai của anh, Alyaksandr Dzemidovich cũng là một cầu thủ bóng đá.

## Danh hiệu
Dinamo Brest
- Vô địch Cúp bóng đá Belarus: 2006–07

Gomel
- Vô địch Siêu cúp bóng đá Belarus: 2012

Torpedo-BelAZ Zhodino
- Vô địch Cúp bóng đá Belarus: 2015–16